# Bravo!ファイターズ
Bravo!ファイターズ（ブラボー・ファイターズ）は、北海道放送（HBCテレビ）にて放送されているスポーツ情報番組で、プロ野球・北海道日本ハムファイターズの応援番組である。2015年4月4日開始。
なお、タイトルは当番組開始前の2010年よりHBCのファイターズ応援キャッチフレーズとして使用されており、その期間には「Bravo!ファイターズ」と題した特番も不定期で放送されていた。
プロ野球中継の北海道ローカル放送時も同タイトルを使用している（ビジター球団の地元系列局への同時ネット時は、TBSテレビ制作分と同じ『S☆1 BASEBALL』のタイトルを使用）。また、平日夕方の「今日ドキッ!」においても同名のコーナーが放送されている。

## 放送時間
- 放送開始 - 2016年3月：土曜日 12:09 - 12:30
- 2016年4月 - 2017年3月：日曜深夜24:50（月曜未明0:50） - 25:20（同1:20）
- 2017年4月 - 2017年9月：金曜深夜24:20（土曜未明0:20） - 24:51（同0:51）
- 2017年10月 - ：金曜深夜24:51（土曜未明0:51） - 25:19（同1:19）

## 出演者
- 渕上紘行（HBCアナウンサー）
- 世永聖奈（同上）

他にゲストとしてHBC野球解説者やファイターズと関係する著名人、北海道スポーツの関係者なども出演する。
過去
- 大宮龍男（HBC野球解説者）

番組開始の2015年から2021年までレギュラー。2022年春を以てレギュラーからは降板したが、以降もゲストとして適宜出演する場合もある。

## 主なコーナー
- Fドッキュン

世永アナが選手の一面を紹介。
- アナザーブラボー

ファイターズ以外の北海道のスポーツ（北海道コンサドーレ札幌、レバンガ北海道など北海道を本拠地とするチーム、北海道出身の選手など）を扱う。
過去のコーナー
- 大宮塾

シーズン限定。1週間のファイターズの戦いぶりを厳しく面白くチェック。
- 青春ふぁいたーず

2014年6月に単独番組として開始されたが、当番組開始と同時に1コーナーとして吸収され2017年まで放送。